# 1941 في الولايات المتحدة
فيما يلي قوائم الأحداث التي وقعت خلال عام 1941 في الولايات المتحدة.

## أحداث
- 26 فبراير – الخطوط الجوية الشرقية الرحلة 21

## سياسة

### تعيين في المنصب
- 1 يناير – تشارلز ه .راسل عضو مجلس ولاية نيفادا.
- 1 يناير – شيرمان آدمز عضو مجلس نواب نيوهامبشير.
- 1 يناير – واين هايز عضو مجلس ولاية أوهايو.
- 3 يناير – جانيت بيرينغ رانكن عضو مجلس النواب الأمريكي.
- 7 يناير – سبيسرد ليندساي هولند حاكم ولاية فلوريدا [الإنجليزية]‏.
- 10 يناير – جورج آيكن عضو مجلس الشيوخ الأمريكي.
- 21 يناير – تشارلز أديسون حاكم نيو جيرسي [الإنجليزية]‏.
- 3 يوليو – هارلان فيسك ستون رئيس المحكمة العليا للولايات المتحدة.
- 26 أغسطس – فرانسيس بيدل نائب عام الولايات المتحدة.
- 4 نوفمبر – جوزيف اميل هارلي حاكم كارولينا الجنوبية [الإنجليزية]‏.

### انتهاء فترة المنصب
- 1 يناير – جورج ايفان هاول Referee in Bankruptcy [الإنجليزية]‏.
- 3 يناير – إرنست جورج جيبسون عضو مجلس الشيوخ الأمريكي.
- 3 يناير – شيرمان مينتون عضو مجلس الشيوخ الأمريكي.
- 3 يناير – لين جوزيف فريزر عضو مجلس الشيوخ الأمريكي.
- 6 يناير – روبرت تايلور جونز حاكم ولاية أريزونا  [لغات أخرى]‏.
- 6 يناير – هنري هوبر بلود حاكم يوتا  [لغات أخرى]‏.
- 7 يناير – فريدريك بريستون كون حاكم ولاية فلوريدا [الإنجليزية]‏.
- 9 يناير – جورج آيكن حاكم فيرمونت [الإنجليزية]‏.
- 9 يناير – كلايد رورك هوي حاكم كارولينا الشمالية [الإنجليزية]‏.
- 13 يناير – جون هنري ستيل حاكم إلينوي [الإنجليزية]‏.
- 13 يناير – هومر آدمز هولت حاكم فرجينيا الغربية  [لغات أخرى]‏.
- 20 يناير – جون نانس غارنر الناطق باسم مجلس النواب الأمريكي.
- 30 يونيو – تشارلز إيفانز هيوز رئيس المحكمة العليا للولايات المتحدة.
- 8 يوليو – جيمس بيرنز عضو مجلس الشيوخ الأمريكي.
- 25 أغسطس – روبرت جاكسون نائب عام الولايات المتحدة.
- 25 أغسطس – فرانسيس بيدل النائب العام للولايات المتحدة [الإنجليزية]‏.
- 31 ديسمبر – توماس ادموند ديوي المدعي العام لمقاطعة نيويورك [الإنجليزية]‏.

## ظهور
- 1 يناير – مجلة بريد
- 1 يناير – وورلدز فاينست كومكس

## أفلام
من الأفلام التي صدرت هذه السنة في الولايات المتحدة:
- 1 يناير – احتضن الفجر العائد من إخراج ميتشل ليسن [الإنجليزية]‏.
- 1 يناير – الذئاب الصغيرة من إخراج ويليام وايلر.
- 1 يناير – الرقيب يورك من إخراج هاورد هوكس.
- 1 يناير – السيدة هاملتون من إخراج الكسندر كوردا.
- 1 يناير – الشك من إخراج ألفريد هتشكوك.
- 1 يناير – الشيطان ودانييل وبستر من إخراج وليام ديتيرلي.
- 1 يناير – الصقر المالطي من إخراج جون هيوستن.
- 1 يناير – الطبيب المجنون من إخراج تيم ويلان [الإنجليزية]‏.
- 1 يناير – القط الأسود من إخراج Albert S. Rogell [الإنجليزية]‏.
- 1 يناير – الكذبة الكبرى من إخراج إدموند غولدنغ [الإنجليزية]‏.
- 1 يناير – دكتور جيكل ومستر هايد من إخراج فيكتور فليمنغ.
- 1 يناير – دماء ورمال من إخراج Budd Boetticher [الإنجليزية]‏، Rouben Mamoulian [الإنجليزية]‏.
- 1 يناير – زهور وسط الغبار من إخراج ميرفين لوروا.
- 1 يناير – فتاة زيغفيلد من إخراج بسبي بيركلي، روبرت ز. ليونارد [الإنجليزية]‏.
- 1 يناير – كم كان واديي مخضرا من إخراج جون فورد.
- 1 يناير – ها قد أتى السيد جوردان من إخراج الكسندر هال.
- 1 مايو – المواطن كين من إخراج أورسن ويلز.
- 2 أكتوبر – قدم واحدة في الجنة من إخراج Irving Rapper [الإنجليزية]‏.

## كتب
من الكتب التي صدرت هذه السنة في الولايات المتحدة:
- 1 يناير – افسح الطريق للبط الصغير من تأليف Robert McCloskey [الإنجليزية]‏.
- 1 يناير – الغسق من تأليف إسحق عظيموف.
- 1 يناير – قضية تشارلز دكستر وارد من تأليف هوارد فيليبس لافكرافت.

## مواليد

### يناير
- 1 يناير – إيرا برلين مؤرخ أمريكي.
- 1 يناير – باتريك كرونين ممثل أمريكي.
- 1 يناير – تشارلز أورير مصور أمريكي.
- 1 يناير – جورج غلوبرمان رياضياتي أمريكي.
- 1 يناير – كلارنس كيلي كهنوت من الولايات المتحدة الأمريكية.
- 1 يناير – مايكل إل كورتز مؤرخ من الولايات المتحدة الأمريكية.
- 2 يناير – دونالد كيك فيزيائي أمريكي.
- 4 يناير – مورين ريغان ممثلة أمريكية.
- 5 يناير – تشاك ماكينلي لاعب كرة مضرب أمريكي.
- 7 يناير – فريدريك درو جريجور رائد فضاء أمريكي.
- 9 يناير – جوان بيز مغنية أمريكية.
- 14 يناير – فاي دوناوي
- 23 يناير – توم هوفر لاعب كرة سلة أمريكي.
- 24 يناير – نايل دياموند
- 26 يناير – جون ستايتس
- 29 يناير – روبن مورغان
- 30 يناير – ديك تشيني سياسي أمريكي.
- 30 يناير – غريغوري بنفورد
- 31 يناير – جيسيكا والتر ممثلة أمريكية.
- 31 يناير – لين تشابيل لاعب كرة سلة أمريكي.

### فبراير
- 7 فبراير – جيم كينغ
- 7 فبراير – ليسلي لامبورت
- 8 فبراير – جون ماربرجر فيزيائي أمريكي.
- 8 فبراير – نيك نولتي
- 9 فبراير – كيرميت قوزنيل طبيب من الولايات المتحدة الأمريكية.
- 12 فبراير – دنيس سوليفان
- 12 فبراير – رون لايل ملاكم من الولايات المتحدة الأمريكية.
- 14 فبراير – دونا شلالا
- 16 فبراير – جون بروكمان وكيل أدبي من الولايات المتحدة الأمريكية.
- 18 فبراير – ديفيد بلو
- 19 فبراير – دايفيد غروس
- 22 فبراير – ليلاند ميتشل لاعب كرة سلة أمريكي.
- 27 فبراير – شارلوت ستيوارت

### مارس
- 1 مارس – جيف سليد لاعب كرة سلة من الولايات المتحدة الأمريكية.
- 2 مارس – ديفيد ساتشر طبيب أمريكي.
- 4 مارس – جون أبريا ممثل أمريكي.
- 14 مارس – إيرا هارجي لاعب كرة سلة أمريكي.
- 14 مارس – جيمس كلابر ضابط من الولايات المتحدة الأمريكية.
- 17 مارس – بول كانتر موسيقي أمريكي.
- 22 مارس – بيلي كولينز شاعر أمريكي.
- 28 مارس – إيفلين أينشتاين عاملة اجتماعية من الولايات المتحدة الأمريكية.
- 29 مارس – جوزيف تيلور عالم فلك أمريكي.
- 29 مارس – جيمس هانسن فيزيائي أمريكي.

### أبريل
- 1 أبريل – ديفيد شيلدز مهندس معماري أمريكي.
- 5 أبريل – مايكل موريارتي
- 13 أبريل – جيم بارنز لاعب كرة سلة من الولايات المتحدة الأمريكية.
- 13 أبريل – مايكل ستيوارت براون
- 14 أبريل – بيتر روز لاعب كرة قاعدة من الولايات المتحدة الأمريكية.
- 15 أبريل – هاوراد بيرمان سياسي أمريكي.
- 20 أبريل – رايان أونيل ممثل أمريكي.
- 23 أبريل – راي توملينسون مبرمج أمريكي.
- 23 أبريل – شيفيلد نيلسون سياسي أمريكي.
- 24 أبريل – ريتشارد هولبروك دبلوماسي أمريكي.
- 28 أبريل – فلين روبنسون لاعب كرة سلة أمريكي.
- 28 أبريل – كارل باري شاربلس كيميائي أمريكي.

### مايو
- 9 مايو – هوارد كوميفيس لاعب كرة سلة أمريكي.
- 13 مايو – ريتشي فالنس
- 19 مايو – نورا أفرون
- 23 مايو – رود ثورن لاعب كرة سلة أمريكي.
- 24 مايو – بوب ديلن مغني وكاتب أغاني أمريكي، وموسيقي، ومؤلف.
- 24 مايو – جورج لاكوف
- 31 مايو – لويس إغنارو

### يونيو
- 2 يونيو – ستيسي كيتش ممثل أمريكي.
- 15 يونيو – أندي رومانو ممثل أمريكي.
- 15 يونيو – نيل آدامز فنان قصص مصورة من الولايات المتحدة الأمريكية.
- 21 يونيو – جيمس باتون
- 21 يونيو – جيمي ريل لاعب كرة سلة أمريكي.
- 22 يونيو – إد برادلي
- 24 يونيو – آرت هيمان لاعب كرة سلة أمريكي.
- 24 يونيو – تشارلز ويتمان
- 28 يونيو – كليفورد لويك

### يوليو
- 1 يوليو – ألفريد جيلمان
- 1 يوليو – تويلا ثارب مصممة رقص أمريكية.
- 4 يوليو – جاي كارتي لاعب كرة سلة أمريكي.
- 9 يوليو – توم بلاك لاعب كرة سلة أمريكي.
- 11 يوليو – جارفيس تنر سياسي من الولايات المتحدة الأمريكية.
- 13 يوليو – روبرت فوريستر ممثل أمريكي.
- 14 يوليو – رون كارينغا
- 14 يوليو – مارك بالمر
- 15 يوليو – آرشي كلارك لاعب كرة سلة أمريكي.
- 15 يوليو – دي ميتش ديفيس
- 19 يوليو – فيكي كار موسيقية أمريكية.
- 25 يوليو – ايميت تل
- 25 يوليو – نيت ثورموند لاعب كرة سلة أمريكي.
- 28 يوليو – مايكل موكاسي
- 30 يوليو – رود بيري ممثل أمريكي.

### أغسطس
- 1 أغسطس – رون براون
- 1 أغسطس – مايكل ليدين
- 3 أغسطس – مارثا ستيوارت
- 4 أغسطس – تيد ستريكلاند سياسي من الولايات المتحدة الأمريكية.
- 12 أغسطس – إل إم كيت كارسون
- 18 أغسطس – كريستوفر جونز
- 24 أغسطس – كارين آرثر
- 30 أغسطس – بن جونز سياسي أمريكي.

### سبتمبر
- 2 سبتمبر – جون تومسون
- 6 سبتمبر – جيري وارد لاعب كرة سلة من الولايات المتحدة الأمريكية.
- 8 سبتمبر – بيرني ساندرز سيناتور أمريكي، ومرشح سابق في انتخابات الرئاسة الأمريكية 2016.
- 9 سبتمبر – أوتيس ريدينغ
- 9 سبتمبر – تشارلز فست مهندس من الولايات المتحدة الأمريكية.
- 9 سبتمبر – دينيس ريتشي
- 10 سبتمبر – ستيفن جاي غولد
- 13 سبتمبر – إد روبرتس
- 15 سبتمبر – سيجني تولي أندرسون مغنية أمريكية.
- 16 سبتمبر – ريتشارد بيرل سياسي من الولايات المتحدة الأمريكية.
- 27 سبتمبر – جيمس ويليام شوب
- 27 سبتمبر – سام زيل ناشر من الولايات المتحدة الأمريكية.
- 28 سبتمبر – ديفيد لويس فيلسوف أمريكي.
- 29 سبتمبر – جون براور مينوش
- 30 سبتمبر – بول بريمر دبلوماسي أمريكي.

### أكتوبر
- 4 أكتوبر – آن رايس كاتب أمريكي.
- 7 أكتوبر – غاري هيل لاعب كرة سلة أمريكي.
- 8 أكتوبر – جيسي جاكسون سياسي أمريكي.
- 10 أكتوبر – بيتر كويوت ممثل ومخرج أمريكي.
- 13 أكتوبر – بول سايمون
- 13 أكتوبر – سكوت أ. موري
- 15 أكتوبر – ديفيد بريتشارد فيزيائي أمريكي.
- 16 أكتوبر – ميل كاوتز لاعب كرة سلة من الولايات المتحدة الأمريكية.
- 22 أكتوبر – ستانلي مازور مهندس أمريكي.
- 31 أكتوبر – سالي كيركلاند
- 31 أكتوبر – لوسيوس جاكسون لاعب كرة سلة من الولايات المتحدة الأمريكية.

### نوفمبر
- 1 نوفمبر – آرشي هان ممثل أمريكي.
- 1 نوفمبر – جو كالدويل لاعب كرة سلة من الولايات المتحدة الأمريكية.
- 1 نوفمبر – روبرت فوكسوورث
- 6 نوفمبر – غاي كلارك مغني أمريكي.
- 13 نوفمبر – ديفيد غرين رجل أعمال من الولايات المتحدة الأمريكية.
- 16 نوفمبر – آن ماكلولين كورولوغوس
- 19 نوفمبر – تومي تومبسون سياسي من الولايات المتحدة الأمريكية.
- 21 نوفمبر – لورانس شولمان
- 22 نوفمبر – جيري جرينسبان لاعب كرة سلة أمريكي.
- 24 نوفمبر – دونالد دان
- 25 نوفمبر – بيرسي سليدج مغني أمريكي.

### ديسمبر
- 3 ديسمبر – ماري اليس ممثلة أمريكية.
- 4 ديسمبر – مارتي رسن لاعب كرة مضرب من الولايات المتحدة.
- 6 ديسمبر – برتراند هالبرين فيزيائي من الولايات المتحدة الأمريكية.
- 6 ديسمبر – بروس نومان فنان أمريكي.
- 6 ديسمبر – رونالد ليفي عالم أورام من الولايات المتحدة الأمريكية.
- 6 ديسمبر – ليون روسوم ممثل أمريكي.
- 9 ديسمبر – بو بريدجز
- 11 ديسمبر – ماكس بوكس سياسي أمريكي.
- 12 ديسمبر – توم إدليفسين لاعب كرة مضرب أمريكي.
- 13 ديسمبر – جون هوارد دالتون سياسي أمريكي.
- 18 ديسمبر – جيم ديفيس لاعب كرة سلة أمريكي.
- 19 ديسمبر – موريس وايت
- 20 ديسمبر – ديف ستالوورث لاعب كرة سلة أمريكي.
- 21 ديسمبر – جاريد مارتن ممثل أمريكي.
- 22 ديسمبر – إدوارد أوت
- 23 ديسمبر – فريدي كروفورد لاعب كرة سلة أمريكي.
- 24 ديسمبر – ديفيد أركين
- 27 ديسمبر – مايلز أيكين لاعب كرة سلة أمريكي.
- 31 ديسمبر – شون كونينغهام مخرج أفلام أمريكي.

## وفيات

### يناير
- 1 يناير – لويلا دود سميث (مواليد 1847) كاتبة وشاعرة أمريكية.
- 19 يناير – ألان كافان (مواليد 1880) ممثل من الولايات المتحدة الأمريكية.

### فبراير
- 4 فبراير – جورج لويد (مواليد 1879)
- 22 فبراير – دايتون ميلر (مواليد 1866) فيزيائي أمريكي.

### مارس
- 1 مارس – روبي لافوون (مواليد 1869) سياسي أمريكي.
- 6 مارس – قتزن بورغلم (مواليد 1867) نحات أمريكي.
- 8 مارس – شيروود أندرسون (مواليد 1876)
- 9 مارس – فرانك فرانتز (مواليد 1872) سياسي من الولايات المتحدة الأمريكية.
- 28 مارس – ماركوس هيرلي (مواليد 1883)

### أبريل
- 13 أبريل – آني جمب كانون (مواليد 1863) عالمة فلك أمريكية.
- 23 أبريل – ستانلي فيلدز (مواليد 1883) ممثل أمريكي.

### مايو
- 27 مايو – كيت كوندون (مواليد 1877)

### يونيو
- 2 يونيو – لو جيرج (مواليد 1903) لاعب كرة قاعدة من الولايات المتحدة الأمريكية.
- 4 يونيو – جوزيف وير (مواليد 1876) لاعب كرة مضرب أمريكي.
- 11 يونيو – دانيال كارتر بيرد (مواليد 1850)
- 21 يونيو – إليوت دكستر (مواليد 1870) ممثل أمريكي.
- 26 يونيو – أندرو جاكسون هيوستن (مواليد 1854) سياسي أمريكي.
- 28 يونيو – ريتشارد كارل (مواليد 1871)

### يوليو
- 10 يوليو – جيلي رول مورتون (مواليد 1890)
- 26 يوليو – بنيامين لي وورف (مواليد 1897)
- 29 يوليو – تشارلز موراي (مواليد 1872) ممثل من الولايات المتحدة الأمريكية.

### أغسطس
- 1 أغسطس – ألفا م مبكين (مواليد 1886) سياسي أمريكي.

### سبتمبر
- 1 سبتمبر – جورج كوبر باردي (مواليد 1857) سياسي من الولايات المتحدة الأمريكية.
- 11 سبتمبر – إلمر إيمس (مواليد 1883) فيزيائي أمريكي.
- 17 سبتمبر – جون سي ماكنزي (مواليد 1860) سياسي أمريكي.
- 25 سبتمبر – فوكسهال بي كين (مواليد 1867)
- 28 سبتمبر – هيو سميث (مواليد 1865) عالم أسماك من الولايات المتحدة الأمريكية.

### أكتوبر
- 5 أكتوبر – إي إتش كالفيرت (مواليد 1863)
- 5 أكتوبر – كلارنس ويلسون (مواليد 1876) ممثل أمريكي.
- 5 أكتوبر – لويس برانديز (مواليد 1856)
- 21 أكتوبر – هاري م دورتي (مواليد 1860) سياسي أمريكي.

### نوفمبر
- 2 نوفمبر – سايمون جوجينهايم (مواليد 1867) سياسي أمريكي.
- 6 نوفمبر – ويليام سولزر (مواليد 1863) سياسي أمريكي.

### ديسمبر
- 7 ديسمبر – هربرت جونز (مواليد 1918) ضابط من الولايات المتحدة الأمريكية.